# Dirección General de la Marina Mercante
La Dirección General de la Marina Mercante (DGMM) de España es el órgano del Ministerio de Transportes y Movilidad Sostenible, adscrito a la Secretaría General de Transportes Aéreo y Marítimo, responsable de la ordenación general de la navegación marítima y de la flota civil española. Esta institución ejerce las funciones que le encomienda la Ley de Puertos del Estado y de la Marina Mercante, y el propio Ministerio.
Son también funciones de la DGMM todo lo relativo a la náutica profesional y a la náutica de recreo o deportiva, a las titulaciones profesionales que facultan para ejercer una profesión en un buque mercante y a las titulaciones que facultan para manejar una embarcación de recreo o deportiva que no tenga fin comercial, la ordenación y ejecución de las inspecciones y controles técnicos, radioeléctricos, de seguridad y prevención de la contaminación y el otorgamiento de concesiones y autorizaciones de servicios de navegación marítima y funciones relacionadas con el régimen tarifario.
Para el ejercicio y cumplimiento de sus funciones, la Dirección General de la Marina Mercante cuenta, en cada uno de los puertos donde se desarrolla un determinado nivel de navegación o donde lo requiere las condiciones de seguridad marítima, con una Capitanía Marítima.

## Historia
Históricamente, las competencias relacionadas con la marina mercante española fueron responsabilidad del Ministerio de Marina, aunque en época contemporánea han estado ligadas al Ministerio de Fomento.

### Origen
Desde que en 1495 se diera por parte de los Reyes Católicos libertad plena para que los particulares organizaran expediciones privadas al continente americano se constituyó una marina mercante española, aunque la libertad se limitó con las estrictas regulaciones de la Casa de Contratación de Indias creada en 1503. Esto continuó hasta la supresión de esta en 1868.
Así pues, a finales del siglo xix se fue clarificando la estructura administrativa que gestionaba la mencionada marina mercante, dependiendo por aquel entonces de la Sección de Marinería e Industrias Marítimas del Ministerio de Marina.
Precisamente, a finales del referido siglo, los diferentes sectores del ámbito naval civil debatieron sobre la necesidad de crear una Dirección General de la Marina Mercante y, si bien todos estaban de acuerdo en su creación, diferían de que en departamento debería integrarse, unos defendiendo que se mantuviera en Marina y otros que se integrara en Fomento. Finalmente, se impuso la hermandad entre la marina civil y la militar, manteniéndose en Marina.
En 1884 y dependiente de la Subsecretaría del Ministerio, se creó la Junta de la Marina Mercante, un órgano asesor para tratar asuntos relativos a este ámbito.
Esta Junta se integró en la Dirección General de Navegación, Pesca e Industrias Marítimas, creada por Real Decreto de 16 de octubre de 1901. Dentro del ámbito competencial de este nuevo órgano directivo estuvieron los «asuntos relativos a la navegación y su régimen, servicios marítimos de los puertos; abanderamientos, arqueos, construcción naval mercante, pesquera y de recreo; provisiones de material naval; inspecciones de buques, pesca marítima, sus establecimientos y servicios; marina de recreo y sus instituciones y servicios; organizaciones, patentes, registros y disciplina del personal de todas categorías dedicado a las industrias y comercios marítimos; jurisdicción y policía sobre las aguas, buques y zonas marítimas españolas; servicios semafóricos (ajenos al ramo de comunicaciones), meteorológicos e hidrográficos; naufragios y salvamentos; [y] estadística de los servicios encomendados a la Dirección» Asimismo, se le encomendó lo relativo a «servicio consular marítimo, sanidad marítima, servicios postales marítimos (ajenos al ramo de comunicaciones), fletamentos, enseñanzas náuticas y de las distintas profesiones de mar; seguros, corretajes, arbitrios, servicios de las obras hidráulicas auxiliares de la navegación (puertos, diques, faros y valizas); información comercial, régimen arancelario que afecta a la navegación y modificación de las obras hidráulicas, y en las demás materias que afecten a la navegación, a la pesca y a las industrias marítimas». Al poco tiempo se renombró como Dirección General de la Marina Mercante y, en 1903, se suprimió la Junta de la Marina Mercante.
En 1908, la Dirección General de la Marina Mercante se renombró como Dirección General de Navegación y Pesca Marítima. Años después, durante la dictadura de Primo de Rivera, los servicios relativos a la pesca pasaron al Ministerio de Fomento, renombrándose el órgano como Dirección General de Navegación. A principios de 1930, recuperó su denominación original: Dirección General de Navegación, Pesca e Industrias Marítimas .

### Segunda República
Durante la Segunda República, se promulgó la ley de 12 de enero de 1932, que reemplazó la Dirección General por la Subsecretaría de Marina Civil, adscrita al Ministerio de Marina, en la cual se centralizaban los diversos servicios que afectaban a la vida marítima nacional, con excepción de todo lo relativo a sanidad, aduanas y al proyecto, construcción y reparación de puertos, que seguían dependiendo de sus respectivos departamentos ministeriales.
Esta subsecretaría estaba dotada de persona civil propio, separado del personal militar del ministerio y compuesta por cuatro inspecciones generales: de Navegación, de Personal y Alistamiento, de Pesca y de Buques y Construcción Naval. Entre otros órganos, destacaba la existencia de un Consejo Superior para asesoramiento. En esta misma ley, ya se hace referencia al término marina mercante en cuanto al personal. Esta ley se gestó en una comisión del Ministerio de Marina creada en mayo de 1931.
En febrero de ese mismo año, el Instituto Español de Oceanografía pasó a depender de la DGMM. El 21 de agosto de 1934, la Subsecretaría de Marina Civil fue separada del ministerio militar y pasó a depender del Ministerio de Industria y Comercio.
El 19 de febrero de 1936, el Ministerio de Obras Públicas y Comunicaciones se dividió en dos dando lugar al Ministerio de Comunicaciones y Marina Mercante y, en el seno de este departamento, se restableció el 29 de febrero del mismo año la Dirección General de Marina Mercante, que asumía «los servicios que integraban la de Marina Civil y Pesca».
Tras el golpe de Estado contra la República, la derrota de esta y la instauración de la dictadura de Francisco Franco, el nuevo régimen remilitarizó la marina mercante y suprimió la DGMM mediante ley de 8 de mayo de 1939.
Por ley de 19 de febrero de 1942 se creó la Subsecretaría de Marina Mercante que asumía las competencias sobre el tráfico y comunicaciones marítimas; el régimen de puertos en relación con el anterior, las actividades de las empresas navieras y de las industrias privadas de construcción naval; el abanderamiento, expedientes de construcción de buques, registro, matrículas, listas, nombre e inscripción de propiedad; sobre el personal de la Marina Mercante; sobre la contratación de dotaciones mercantes con arreglo a las disposiciones vigentes; transporte de pasajeros y emigrantes; seguridad de la vida en la mar y materias relacionadas con este aspecto; inspección del material de la marina mercante, arqueos, discos de máxima carga, etc.; sobre las tarifas de servicio de puertos y sobre la pesca marítima e industrias derivadas de la misma.

### Democracia actual
En 1978 la denominación cambió a Subsecretaría de Pesca y Marina Mercante y se creó la Dirección General de Transportes Marítimos.
El 3 de octubre de 1980, la Subsecretaría de Pesca y Marina Mercante pasa a denominarse solamente «de Pesca» y las funciones en marina mercante pasan a la Dirección General de Transportes Marítimos, que cambió su denominación a la original de Dirección General de la Marina Mercante y asumió las funciones sobre la ordenación del transporte marítimo, ordenación, protección y renovación de la flota mercante, la seguridad de la navegación y de la vida humana en el mar y lucha contra la contaminación, abanderamiento, expedientes de construcción de todos los buques, registro, matrículas, listas, nombres e inscripción de propiedad y las transmisiones e inspecciones radioeléctricas de todos los buques.

## Dependencias
La Dirección General de la Marina Mercante se estructura en los siguientes órganos con rango de subdirección general:
- La Subdirección General de Seguridad, Contaminación e Inspección Marítima, a la que corresponde el control del tráfico marítimo y del despacho; el registro y abanderamiento de buques; las instrucciones respecto del auxilio, salvamento, remolque, hallazgos y extracciones marítimas y la ejecución y control de la normativa de protección marítima, la seguridad de la navegación y del salvamento de la vida humana en la mar, homologación y control de centros de formación de enseñanzas profesionales marítimas, la participación en la Comisión de Faros u otros instrumentos de colaboración institucional en materia de señalización marítima, la coordinación de las emergencias marítimas, la activación de los equipos de evaluación de emergencias y el seguimiento y control de su actividad, así como de su formación y adiestramiento; la ordenación general de la actividad náutica de recreo, la gestión de las titulaciones náuticas, y el registro, control del personal marítimo civil y adecuación de las titulaciones profesionales de la marina mercante para el ejercicio en buques civiles; la expedición y renovación del Certificado de Trabajo Marítimo y la Declaración de Conformidad Laboral Marítima a que se refiere el Convenio de la Organización Internacional del Trabajo sobre el trabajo marítimo 2006, hecho en Ginebra el 23 de febrero de 2006; la dirección de la prevención y lucha contra la contaminación marina procedente de buques, embarcaciones y plataformas, así como de la limpieza de las aguas marinas; la composición mínima de las dotaciones de los buques civiles; la determinación del equipamiento mínimo de que deban ir provistos los buques y embarcaciones en función de los Convenios SOLAS, MARPOL y demás normas internacionales, supranacionales o nacionales derivadas de aquellos; la ordenación y ejecución de las inspecciones y controles técnicos, estructurales y de equipamiento de los buques civiles españoles, de los que se encuentran en construcción en España o en el extranjero y de los extranjeros cuando así se autorice por acuerdo internacional; la dirección y control de las inspecciones como Estado rector del puerto, y la supervisión de los sistemas de comunicaciones marítimas de acuerdo con los convenios internacionales, así como la realización de auditorías a las organizaciones reconocidas y autorizadas como entidades colaboradoras en materia de inspección marítima y la supervisión de seguridad de los operadores marítimos; así como la ordenación del establecimiento y aplicación del régimen tarifario y de prestación de servicios marítimos y la propuesta de establecimiento de obligaciones de servicio público y de contratos de servicio público.
- La Subdirección General de Normativa Marítima y Cooperación Internacional, a la que corresponde la elaboración y propuesta de la regulación sectorial, en particular la referida a despacho de buques; registro y abanderamiento; titulaciones que permitan el acceso a las profesiones de la marina mercante; inspección de buques; el asesoramiento jurídico interno, la tramitación de expedientes sancionadores, la emisión de informes y propuestas de resolución de recursos administrativos contra resoluciones de la Administración Marítima; la incorporación a derecho español de la legislación derivada de normas comunitarias europeas o de organizaciones internacionales; la coordinación de la actividad internacional de la DGMM, especialmente en lo relacionado con la Unión Europea y la Organización Marítima Internacional; y la gestión, en coordinación con la Dirección General de Aviación Civil, de las actuaciones que la normativa vigente asigna al Ministerio de Transportes, Movilidad y Agenda Urbana relativas a las bonificaciones al transporte de mercancías con los territorios no peninsulares.
- La Subdirección General de Coordinación y Gestión Administrativa, a la que corresponde la elaboración de la propuesta de anteproyecto de presupuestos y la gestión y tramitación de los créditos y gastos asignados al órgano directivo y la gestión de asuntos relativos a la contratación, la gestión de los servicios de régimen interior y del patrimonio inmobiliario utilizado por la DGMM, así como las Capitanías Marítimas y Distritos Marítimos, y la gestión administrativa del personal y la ordenación de los recursos humanos en dicho ámbito; el diseño, explotación y mantenimiento de los sistemas y medios electrónicos, informáticos y telemáticos precisos para el desarrollo de las funciones y la prestación de los servicios de información y asistencia al ciudadano; y el impulso y la gestión de la Administración electrónica; todo ello sin perjuicio de las competencias de la Subsecretaría de Transportes, Movilidad y Agenda Urbana u otros órganos superiores o directivos del Departamento y en coordinación con ellos. Asimismo, tiene encomendada la gestión y control de las bonificaciones al transporte marítimo de los residentes en las comunidades autónomas de Canarias, islas Baleares y las ciudades autónomas de Ceuta y Melilla, así como las de las familias numerosas; y también asume la coordinación e impulso de las actuaciones que corresponde desarrollar a las Capitanías Marítimas y a los Distritos Marítimos, así como su inspección, evaluación y seguimiento.

### Organismos adscritos
- La Sociedad de Salvamento y Seguridad Marítima (SASEMAR).
- La Comisión Nacional de Salvamento Marítimo.

## Presupuesto
La Dirección General de la Marina Mercante tiene un presupuesto asignado de 310 577 730 € para el año 2023. De acuerdo con los Presupuestos Generales del Estado para 2023, la DGMM participa en tres programas:
| N.º Programa                              | Programa | Dotación      | Ref.   |
| ----------------------------------------- | --- | ------------- | ------ |
| 441N                                      | Subvenciones y apoyo al transporte marítimo                                                                     | 83 948 920 €  | [ 20 ] |
| 454M                                      | Regulación y seguridad del tráfico marítimo                                                                     | 36 868 810 €  | [ 21 ] |
| 497M                                      | Salvamento y lucha contra la contaminación en la mar a través de la Sociedad de Salvamento y Seguridad Marítima | 189 760 000 € | [ 22 ] |
| Total presupuesto de la Dirección General | Total presupuesto de la Dirección General                                                                       | 310 577 730 € |        |

## Directores generales
- José de la Puente y Bassabe (1903)[23]
- José Ferrándiz y Niño (1905)[24]
- Emilio Luanco y Gaviot (1907-1910)
- José de Barrasa y Fernández de Castro (1910-1912)
- Adriano Sánchez y Lobatón (1912-1913)
- Ramón Estrada y Catoira (1913-1914)
- Ricardo Fernández de la Fuente y Patrón (1914-1915)
- Ignacio Pintado Gough (1915-1917)
- Augusto Durán y Cottes (1917-1919)
- Manuel Pasquín y Reinosa (1919-1920)
- Francisco Yolif y Morgado (1920-1921)
- Honorio Cornejo Carvajal (1921-1923)
- Eloy Montero y Santiago (1923-1925)
- José González Billón (1925-1926)
- José Núñez Quijano (1926-1928)
- Ángel Cervero y Jacome (1928-1929)
- Luis de Ribera y Uruburu (1929-1931)
- Alfredo Cal y Díaz (1931)
- José María Roldán y Sánchez de la Fuente (1931-1932)
- Leonardo Martín Echeverría (1932-)
- Ángel Rizo Bayona (1936-1938)[25]
- Pablo Diz Flores (junio-julio de 1938). Interino.
- Máximo Meyer López (1938-1939)
- Vicente Rodríguez-Guerra y Luque (1980-1982)
- Alfonso Soler Turmo (marzo-septiembre de 1982)
- Máximo Alfonso Garzón Burguillo (septiembre-diciembre de 1982)
- Fernando Salvador y Sánchez-Caro (1982-1986)
- José Antonio Madiedo Acosta (1986-1989)
- Rafael Lobeto Lobo (1989-1995)
- Pedro Anatael Meneses Roque (1995-1996)
- Fernando Casas Blanco (1996-2000)
- José Luis López-Sors González (2000-2004)
- Felipe Martínez Martínez (2004-2009)
- María Isabel Durántez Gil (2009-2012)
- Rafael Rodríguez Valero (2012-2018)
- Benito Núñez Quintanilla (2018-2023)
- Gustavo Santana Hernández (2023-2025)[26]
- Ana Núñez Velasco (2025-actualidad)[27]